# Tipula (Eumicrotipula) spatulifera
Tipula (Eumicrotipula) spatulifera is een tweevleugelige uit de familie langpootmuggen (Tipulidae). De soort komt voor in het Neotropisch gebied.